# لقاء غريب (رواية)
لقاء غريب (بالإنجليزية: Strange Meeting) هي رواية للكاتبة البريطانية سوزان هيل، نشرت عام 1971، لأول مرة عن دار نشر هاميش هاميلتون ثم من قبل دار نشر بينجوين في عام 1974.  والرواية عن الحرب العالمية الأولي، عنوان الرواية مأخوذ من قصيدة لشاعر الحرب العالمية الأولى ويلفريد أوين.

## شخصيات الرواية[4]

### الشخصيات الأساسية
- جون جورج جلوفر هيليارد - بطل الرواية جون هيليارد هو شخصية منعزلة تبدأ الرواية في مستشفى عسكري، حيث يتعافى من جرح في ساقه. إنه يشعر أن عائلته لا تفهم الاختلاف والتنوع والتضارب، ويشعر بالارتياح عندما يتمكن من العودة إلى فرنسا.
- ديفيد بارتون – الشخصية الرئيسية الثانية في الرواية هو ديفيد بارتون. على عكس شخصية هيليارد، فهو رجل ودود قادر على سحر كل شخص يقابله تقريبًا. على عكس جون، فقد وصل مؤخرًا فقط وليس على علم بواقع الحرب. في نهاية الرواية يختفي بارتون أثناء القتال ويفترض أنه ميت.

### الشخصيات الثانوية
- كونستانس هيليارد – والدة جون هيليارد.
- الكابتن فرانكلين – فرانكلين شخصية توصف أنها غير عاطفية
- كولتر - جندي ووجه مألوف لهيليارد. كولتر هو باتمان الجديد الذي يحل محل بيتس الذي قُتل. يموت كولتر في غارة على الخنادق الألمانية في نهاية الكتاب.
- هاريس - جندي مصاب بصدمة قذيفة يختبئ في زاوية القبو؛ قُتل بانفجار قذيفة.
- العقيد جاريت - الضابط القائد لديفيد وجون. وينتقد كبار الضباط ويصف حالة كتيبته بـ "الفوضى الدموية المطلقة". عندما يذهب هيليارد لرؤيته كانت أصابعه صفراء وزجاجة الويسكي بجانبه، مما يشير إلى أنه كان يشرب الخمر للتعامل مع ضغوط الحرب.
- بيث هيليارد (السيدة هنري بارتنجتون) - أخت جون هيليارد. أخبرت جون أنها قد تتزوج من هنري بارتينجتون.
- هنري بارتينجتون - المحامي الذي تزوجته بيث.
- كروفورد - طبيب في المستشفى العسكري حيث يتعافى هيليارد من جروحه، وكان شريك هيليارد في الرقص عندما كانا صغيرين.

## ملخص الرواية[5][6]

### الجزء الأول-
تبدأ الرواية ببطل الرواية "جون هيليارد" في المستشفى العسكري، وهو يتعافى من جرح أصيب به؛ تحدث لفترة وجيزة إلى الطبيب كروفورد الذي يعرفه منذ الطفولة ولا يحبه كثيرًا. عندما يعود هيليارد إلى المنزل يجد صعوبة في النوم. وهذا ليس بسبب ذكرياته عن الحرب، ولكن بسبب وجوده في المنزل، وهو المكان الذي يكرهه بشدة. تتعلق الصفحات الأولى من الرواية بفترة إجازته المرضية القصيرة في إنجلترا . يجد جون صعوبة في التكيف مع الحياة في إنجلترا ويسعده العودة إلى الحرب. خاصة بعد المسافة الجديدة بينه وبين أخته التي كان قريباً منها سابقاً. عندما يعود هيليارد، يجد أن باتمان والعديد من الوجوه الأخرى التي يعرفها قد قُتلوا. يبدو أن قائد المجموعة، العقيد غاريت، قد تقدم في السن بشكل كبير في الفترة القصيرة التي قضاها هيليارد بعيدًا، بسبب ضغوط الحرب، واعتاد على شرب كميات من الويسكي. تم استبدال باتمان القديم الخاص به بآخر جديد يُدعى كولتر وتم وضعه في غرفة مع ضابط جديد يُدعى ديفيد بارتون في معسكر استراحة أثناء انتظار استدعائهم إلى المقدمة. خلال هذا الوقت أصبح صديقًا رائعًا لبارتون، الذي لم تمسه الحرب بعد. طوال هذا الفصل، يظهر المساعد الجديد، وهو شخصية تدعى فرانكلين، خاليًا من التعبير وبعيدًا عن المجموعة. ينتهي الفصل بمشاهدة هيليارد وبارتون حطام حادث تحطم طائرة ألمانية مما صدم بارتون الذي لم ير جثة بعد.

### الجزء الثاني-
في الجزء الثاني، تسافر المجموعة التي ينتمي إليها هيليارد وبارتون، إلى خط المواجهة في فيوفري. لا يوجد عدد كافٍ من الخيول، لذلك يسير ديفيد بجانبه طوال مدة الرحلة. يكتب رسالة يصف فيها مكان فيوفري الرهيب. يوجد في المدينة عدد قليل من المباني التي بقيت سليمة بعد قصفها واحتلالها من قبل الألمان في عام 1914. عندما وصلوا إلى بيوتهم، أُبلغ الضباط أن جنديًا يُدعى هاريس لن يخرج من القبو. هاريس مجند جديد انهار من الرعب. تمكن بارتون من التحدث معه واخراجه من القبو. بينما يذهب بارتون لإحضارشيئ ما لهاريس الذي لا يزال غير مستقر، تسقط قذيفة على القضبان، مما يؤدي إلى مقتل هاريس. يلوم بارتون نفسه على وفاة الجندي لأنه كان سيكون آمنًا لو لم يخرجه بارتون من القبو. وفي رسالة أخرى ، اعترف بارتون بأنه أصبح أكثر تشددًا بسبب تجاربه في الحرب. ويذكر أيضًا أن جون يعتقد أن إحدى أصعب التجارب هي التعود على الوجوه الجديدة حيث يموت الكثير من الجنود. ينتهي الفصل باختيار بارتون للذهاب إلى الخطوط الأمامية لرسم خريطة للمنطقة المحيطة مع عداء يُدعى جروس. وفي خط المواجهة شهد قصفاً ومقتل عدة رجال. كما رأى جنديًا يقتل على يد قناص ألماني. بعد عودته من خط المواجهة، اعترف بارتون بأنه يشعر أن الحرب تغيره لأنه غير قادر على الشعور بالعاطفة تجاه كل جندي يُقتل بسبب الأعداد الهائلة التي تُقتل كل يوم.

### الجزء الثالث-
يبدأ الفصل الأخير من الرواية بإحدى رسائل بارتون الطويلة التي يشكو فيها "نحن طائرات بدون طيار ولسنا رجالاً مقاتلين". إنه يشعر بالقلق من أن رسالته قد تخضع للرقابة من قبل الجيش لكنه يريد أن يخبر من في وطنه بالحقيقة. يتلقى جون رسالة تفيد بأن أخته بيث ستتزوج المحامي هنري بارتينجتون مما يتسبب في غضب جون من أولئك الذين يعودون إلى الوطن. يتم إرسال هيليارد وبارتون في مهمة استطلاعية تتطلب من الرجال التجسس على خنادق العدو. لا يمكنهم رؤية سوى القليل وبعد أن كشف الشعلة عن موقعهم اضطروا إلى التراجع مع بعض الضحايا. يشعر بارتون بالذنب لأنه ترك كولتر، باتمان، ليموت في المنطقة الحرام. وفي رسالة أخرى ، ذكر بارتون أن الموت المستمر يؤدي إلى تآكل شجاعته. في منتصف الرسالة، قال C.O. يذكر أنه سيترك الفصيلة بعد أن جادل مع الجنرالات بأن مهام الاستطلاع مضيعة للأرواح. بعد هذه الأخبار، يشعر جندي يُدعى باركين بالقلق من الأخبار التي تفيد بأنهم سيتجاوزون القمة قريبًا. يبدأ بارتون وهيليارد في الحديث عن كيفية لقائهما بعد الحرب قبل أن يدركا أنهما يفترضان أنهما سينجوان. أثناء التقدم العسكري، يفقد بارتون وهيليارد مواقع بعضهما البعض. أصيب هيليارد بقذيفة وأجبر على الاختباء في حفرة بجوار عدة جثث. عند حلول الظلام يزحف عائداً إلى خندقه. بترت ساقه في فرنسا وكان في البداية مريضًا جدًا لدرجة أنه لا يستطيع العودة إلى إنجلترا. النهاية غير الحاسمة للرواية هي إبلاغ هيليارد برسالة من والدي بارتون بأن بارتون مفقود ويُفترض أنه مات. يكتب هيليارد لإبلاغ والدي بارتون أنه من غير المرجح أن يكون بارتون على قيد الحياة. بمجرد عودته إلى إنجلترا، يذهب لزيارة عائلة بارتون وأصدقائه، ويشعر أنه يعرف المكان بالفعل من أوصاف بارتون.